# وس تووشکوو
وس تووشکوو (به چکی: Ves Touškov) یک منطقهٔ مسکونی در جمهوری چک است که در شهرستان پلزن-جنوبی واقع شده‌است. وس تووشکوو ۱۱٫۸۵ کیلومتر مربع مساحت و ۳۵۷ نفر جمعیت دارد و ۳۳۶ متر بالاتر از سطح دریا واقع شده‌است.